# Subang Mas
Subang Mas is een bestuurslaag in het regentschap Batam van de provincie Riau-archipel, Indonesië. Subang Mas telt 682 inwoners (volkstelling 2010).